# The Best of Menudo
The Best of Menudo é um álbum de compilação da boy band porto-riquenha Menudo lançado em 1986 na Filipinas, pela gravadora OctoArts International. O trabalho é o segundo a trazer na formação o quinteto composto por Charlie Massó, Roby Rosa, Ricky Martin, Raymond Acevedo e Sergio Gonzalez.
A lista de faixas inclui uma canção inédita, e outras onze canções que foram lançadas previamente nos álbuns do Menudo. Do álbum Reaching Out (1984), foram retiradas as faixas "Like a Cannonball", "If You're Not Here (By My Side)", "Because of Love", "Gotta Get On Moving" e "Heavenly Angel". De Menudo (1985), fazem parte "Hold Me", "You And Me All The Way", "Explosion", "Please Be Good To Me" e "Don't Hold Back". "Acercate" é a única canção em espanhol, originalmente faz parte do álbum Ayer y hoy (1985).
O álbum foi bem recebido por público e crítica, recebendo um disco de ouro nas Filipinas. 

## Antecedentes e contexto
Em 1985, o grupo Menudo já era um dos artistas musicais mais conhecidos na América Latina. No entanto, ainda eram pouco conhecidos nas Filipinas. A gravadora RCA Records que vinha investindo na carreira para além do continente americano, resolveu promovê-los no país asiático. Ao serem anunciados no país, o grupo foi motivo de piadas, uma vez que o termo "menudo" era conhecido como um prato de comida espanhola. Porém, em pouco tempo, a chamada "Menudomania" tornou-se presente em terras filipinas, especialmente quando Charlie apareceu cantando "Nandiyan Ka Na Naman" em tagalo, o dialeto indígena nacional, gesto que fez com que o grupo ganhasse respeito dos mais céticos críticos. A gravadora estava para lançar uma compilação de sucessos e outras faixas menos conhecidas, a fim de capitalizar com a boa recepção.

## Single
Após a saída de Charlie, o público filipino se sentiu tão ultrajado que Edgardo Díaz, criador e empresário do grupo, fez o Menudo gravar uma canção especial para o país, a intitulada "I'm Going Back to the Philippines". Essa canção é uma versão em inglês do sucesso anterior do grupo, "Hoy Me Voy Para México", de Refrescante... (1986). Fãs do grupo traçam comparações entre ela e a canção "Manila", de 1976, da banda filipina The Hotdogs, já que ambas abordam o amor pelo país e o desejo do narrador de retornar ao seu país natal. O compacto simples lançado nas Filipinas para essa faixa traz como lado B uma versão instrumental da canção.
No Brasil, "I'm Going Back to the Philippines" é conhecida pela versão em português intitulada "Hoje a Noite não tem Luar", que além de aparecer na versão brasileira de Refrescante..., nomeada apenas Menudo, chegou a ser gravada pelo grupo de rock brasileiro Legião Urbana, em seu álbum Acústico MTV, de 1999. Segundo um dos integrantes do grupo, Dado Villa-Lobos, o vocalista Renato Russo era fã do Menudo e acompanhou a excursão do grupo porto-riquenho no Rio de Janeiro.

## Divulgação
Na época do lançamento do disco, o quinteto fez um série de comerciais exclusivos para as Filipinas promovendo a marca de refrigerantes Pepsi. A empresa esteve relacionada com a divulgação do Menudo no país, a ponto do logotipo da marca estar presente na contracapa de The Best of Menudo. Foi também a Pepsi a patrocinadora da bem sucedida turnê que ocorreu em cidades filipinas. Nessa época, através de um convite da filha do presidente do país, Corazón Aquino, o Menudo fez uma série de shows realizados na Arena Coliseum, em Manila. Nesses shows, conseguiram reunir cerca de 75 mil pessoas.

## Recepção crítica
| Críticas profissionais | Críticas profissionais |
| Avaliações da crítica  | Avaliações da crítica  |
| Fonte                  | Avaliação              |
| ---------------------- | ---------------------- |
| AllMusic               | [ 12 ]                 |

Em relação as resenhas dos críticos especializados em música, o crítico do site AllMusic avaliou com quatro estrelas entre cinco, apesar disso, não escreveu nenhum comentário para o álbum.

## Desempenho comercial
Comercialmente, o álbum se tornou um sucesso. Enquanto se apresentavam no programa de televisão filipino GMA Supershow, cantando a faixa "Summer In The Streets", do álbum Can't Get Enough, os artistas receberam um disco de ouro das mãos do representante da OctoArts International. Enquanto agradeciam o prêmio, Ricky Martin e Sergio Gonzalez salientaram que era o terceiro e primeiro, respectivamente, disco de ouro que recebiam em sua carreira.
Em 1986, como relatado por Ramón L. Acevedo, pai de Raymond Acevedo, na biografia “¡Papi, Quiero Ser Un Menudo!”, alguns dos integrantes criaram uma lista para ser entregue a Edgardo Díaz, criador e empresário do grupo. Na lista, pediam aumento salarial, horas de descanso após os shows (pois trabalhavam 13 horas consecutivas, sem intervalos nem para alimentação) e o pagamento de dívidas atrasadas relacionadas a comerciais e álbuns como The Best of Menudo. Segundo Acevedo, embora tenham recebido um disco de ouro pelo álbum, não obtiveram nenhum retorno financeiro.

## Lista de faixas
- Créditos adaptados dos LP The Best of Menudo, de 1986.[10]

| N.º | Título                              | Compositor(es)                           | Intérprete      | Duração |  |
| 1.  | "I'm Going Back To The Philippines" | C. Villa, A. Monroy, M. L. Pagán         | Raymond Acevedo |         |  |
| 2.  | "If You're Not Here (By My Side)"   | Díaz, Monroy, Pagan, Villa               | Robby Rosa      |         |  |
| 3.  | "Explosion"                         | M. L. Pagán                              | Robby Rosa      |         |  |
| 4.  | "Because Of Love"                   | Pagan, Villa, Julio Seijas, Eddy Guerin  | Robby Rosa      |         |  |
| 5.  | "Gotta Get On Movin'"               | Monroy, Pagan, Villa                     | Ricky Meléndez  |         |  |
| 6.  | "Heavenly Angel"                    | Monroy, Villa, Mary Lynne M Pagan        | Charlie Massó   |         |  |
| 7.  | "Hold Me"                           | H. Rice                                  | Robby Rosa      |         |  |
| 8.  | "Like a Cannonball"                 | Snuff Garrett, Steve Dorff, Milton Brown | Robby Rosa      |         |  |
| 9.  | "You And Me All The Way"            | H. Rice, A. Rich                         | Raymond Acevedo |         |  |
| 10. | "Please Be Good To Me"              | C. Villa, A. Monroy, M. L. Pagán         | Robby Rosa      |         |  |
| 11. | "Don't Hold Back"                   | H. Rice, A. Rich                         | Robby Rosa      |         |  |
| 12. | "Acercate"                          | A. Monroy, C. Villa                      | Charlie Massó   |         |  |

## Certificações
| Região    | Certificação |
| --------- | ------------ |
| Filipinas | Ouro         |